# Estàtua de Tristão Vaz Teixeira
L'estàtua de Tristão Vaz Teixeira se situa al centre del municipi de Machico, a la plaça de l'església parroquial de Machico. Va ser construïda al 1971 per Pedro Anjos Teixeira i és feta de bronze. S'hi pot observar el vestit típic de la seua època, i presenta una posa confiada i amb força interior, i demostra el seu poder i que era i encara és un personatge admirat pels habitants de l'illa.

## Història
Amb João Gonçalves Zarco i Bartolomeu Perestrelo, va descobrir les illes de Porto Santo i de Madeira, entre 1419 i 1420, i n'inicià el procés de colonització al 1425.
Es dirigiren a Madeira i procediren al seu reconeixement. La major illa de l'arxipèlag fou llavors dividida en dues parts, una de les quals, amb seu a Machico, restà sota responsabilitat de Tristão Teixeira. El 8 de maig de 1440, per carta de l'infant D. Henrique, l'administració del territori és donada a Tristão Teixeira sota capitania.
A més, hi ha informació que participà en altres viatges marítims: el 1445 “inclou el capità de Machico, així com Garcia Homem, gendre de Zarco, en una armada que atraca a Madeira de camí a les costes d'Àfrica. Aquesta armada es deté a Canàries, a intentar obtenir algú per al servei de l'infant; i no havent estat possible, determina el retorn d'algunes caravel·les, entre les quals les dues de Madeira.”
Teixeira participà també en la conquesta de Ceuta el 1415, i això faria que més tard s'ajuntàs amb João Gonçalves Zarco, quan aplegà l'armada de l'Algarve i descobrís l'illa. Inicialment desitjaven participar en una expedició per la costa africana, però van acabar desviant-se cap a l'illa de Porto Santo.
El 1437, Tristão participa en la temptativa fallada de la conquesta de Tànger, així com João Gonçalves Zarco, tot i que aquest romangué a Madeira mentre Tristão partia cap al nord d'Àfrica.
El 1445, va navegar per a la costa occidental africana, on feu “la major expedició realitzada fins llavors, composta per 26 caravel·les i un vaixell, alguns de Madeira. Tristão Vaz armà i dirigí una d'aquestes embarcacions i va viatjar fins a les illes de Gomera i Palma, a Canàries.
El 1447, torna a armar i capitanejar una caravel·la possiblement amb destinació a Canàries o a la riba d'Àfrica Occidental. Al voltant de 1420, es casà amb Blanca Teixeira, amb qui tingueren fills que van fer nàixer moltes famílies a Madeira, que es poden observar encara hui.
Emprà el cognom de la seua dona, perquè “la seua família era d'estatut social més elevat”. Després d'haver comés atrocitats contra un cavaller degradat que havia mantingut una relació il·lícita amb una de les seues filles, li va ser retirada la capitania.
El 17 de febrer de 1452, D. Afonso V li perdonà les ofenses i l'autoritzà a tornar a Machico, on governà durant un temps més. Però, com que tenia alguns negocis a l'Algarve es traslladà a Silves, on va morir, probablement al 1480.

## Pedro Àngels Teixeira
L'escultor nasqué a París el 1908 i va morir a Sintra, el dia 20 de març de 1997. Va iniciar un curs superior d'Escultura en la Universitat de Belles Arts de Lisboa i l'acabà al 1948, i llavors posseïa “un estudi a Lisboa i exposa amb regularitat en la Societat Nacional de Belles Arts, on rep diversos premis, en especial la Medalla d'Honor en Escultura i 2ª Medalla en Dibuix. Rep, també, el 1r i 2n Premis Soares dos Reis i el Premi Rocha Cabral.
```
Als anys 1950, “freqüenta el Curs de Ciències Pedagògiques en la Facultat de Lletres de Lisboa i, posteriorment, fa classes de Modelat i Dibuix en l'Escola António Arroio, entre d'altres.”
[
3
]
```

Més tard, a causa dels seus ideals neorealistes, les seues obres reflectien aquest context, “mostrant el que pensava sobre l'art i el seu paper social, i és per això que és considerat persona non grata pel règim salazarista.”
```
  Tenint açò en compte, exposa diverses vegades a Lisboa, però els seus treballs sempre són proscrits i no torna a guanyar cap concurs. Va quedar sense treball durant mesos, i arribà a ser acusat, per alguns diaris de l'època, de “pertànyer al Partit Comunista Portugués.”
[
4
]
```

```
A causa d'aquesta situació, la seua situació financera es va agreujar i va acabar exiliant-se a Madeira, acceptant el càrrec de docent en l'Acadèmia de Belles Arts de l'illa, on va exercir durant dos anys.
```

```
  Va ser a Madeira, que tan bé el va rebre, on fou reconegut, no sols com a “escultor i mestre”, sinó també com a “home de gran potencial artístic.”
```

```
  Va fundar l'Orquestra de Cambra de Madeira, on va tocar i va ensenyar violí durant 15 anys. “La seua versatilitat li va permetre, també, mantenir una activitat com a periodista, en el 
Jornal de Notícias
 de Madeira, en què es dedicava a assumptes culturals.”
```

```
  En la dècada del 1980 torna a 
Sintra
, i viu al lloc on hui podem gaudir de gran part de les seues obres –el Museu Anjos Teixeira. Ací es casà per quarta vegada, amb Lídia das Neves Pacheco.”
```

 Pedro Anjos Teixeira es va morir als 88 anys a Sintra sense descendents, però deixant més de “nou-cents treballs d'escultura, dibuixos, medallística, alts i baixos relleus, maquetes en bronze, marbre i terracota, que es troben arreu de Portugal i la resta del món.”